# 2001年日本

## 政府
- 天皇：明仁
- 內閣總理大臣：森喜朗、小泉純一郎

## 大事記
- 1月6日——日本政府根據《中央省廳等改革基本法》（日語：中央省庁等改革基本法；平成10年法律第103號），開始實行中央省廳再編。
- 3月27日——佐伯光成為日本自衛隊史上第一位女性將領，晉階為海將補（海軍少將）[1]。
- 3月28日——日本乐坛两大著名女歌手滨崎步的精选辑《A BEST》和宇多田光新专辑《Distance》分别于同日发售，从而引发唱片界一场影响深远的市场大战，史称328大战或光步大战。
- 3月31日——日本环球影城正式开幕。
- 4月18日——日本首相森喜朗向國民宣佈辭職。
- 4月26日——小泉純一郎就任日本第87任首相。
- 5月19日至5月27日——第三屆東亞運動會在日本大阪舉行。
- 9月1日——歌舞伎町大樓火災事故：發生於日本東京都新宿區歌舞伎町，造成44人死亡。
- 9月25日——日本首相小泉純一郎與美國總統布殊會晤，表示在反恐戰爭中，日本堅決與美國站在同一陣線。